# Diploma onorario del Presidente della Federazione Russa
Il Diploma onorario del Presidente della Federazione Russa (in russo: "Почётная грамота Президента Российской Федерации") è una onorificenza russa assegnata dal presidente della Federazione Russa.

## Storia
Istituito dal presidente russo Vladimir Putin, tramite il Decreto presidenziale dell'11 aprile 2008 n. 487: "Sul diploma d'onore del Presidente della Federazione Russa e Gratitudine del Presidente della Federazione Russa".
Il decreto approvò il regolamento del diploma e pubblicò un modulo campione di esso, una descrizione e un disegno del distintivo da consegnare con il diploma.
Il diploma del Presidente della Federazione Russa è una forma di incoraggiamento, un premio statale.
La prima assegnazione venne consegnata dal Presidente Medvedev, l'11 luglio 2008.

## Criteri di assegnazione
Il diploma viene rilasciato a statisti, personalità di spicco nel campo della scienza, della cultura, dell'arte, dell'istruzione, dell'educazione e dello sport, autorevoli rappresentanti del pubblico e degli ambienti economici, cittadini della Federazione Russa che hanno dato un contributo significativo all'attuazione del politica statale della Federazione Russa e, di regola, sono ampiamente conosciuti. Il diploma può essere consegnato anche a cittadini stranieri e apolidi.
Il diploma è consegnato dal Presidente della Federazione Russa in una cerimonia solenne o per suo conto dal capo dell'Amministrazione del Presidente della Federazione Russa, dal rappresentante plenipotenziario del Presidente della Federazione Russa nel distretto federale, o il per conto del capo dell'amministrazione presidenziale della Federazione Russa da un altro funzionario.

## Diploma
Il certificato è rettangolare e bordato dai colori nazionali della Russia: bianco, blu e rosso. In alto al centro, lo stemma della Federazione Russa, subito sotto di esso, l'iscrizione in lettere d'oro su due righe "Diploma d'onore presidenziale della Federazione Russa" (in russo: Почётная грамота Президента Российской Федерации). Seguono il nome del destinatario e la citazione del premio.

## Distintivo

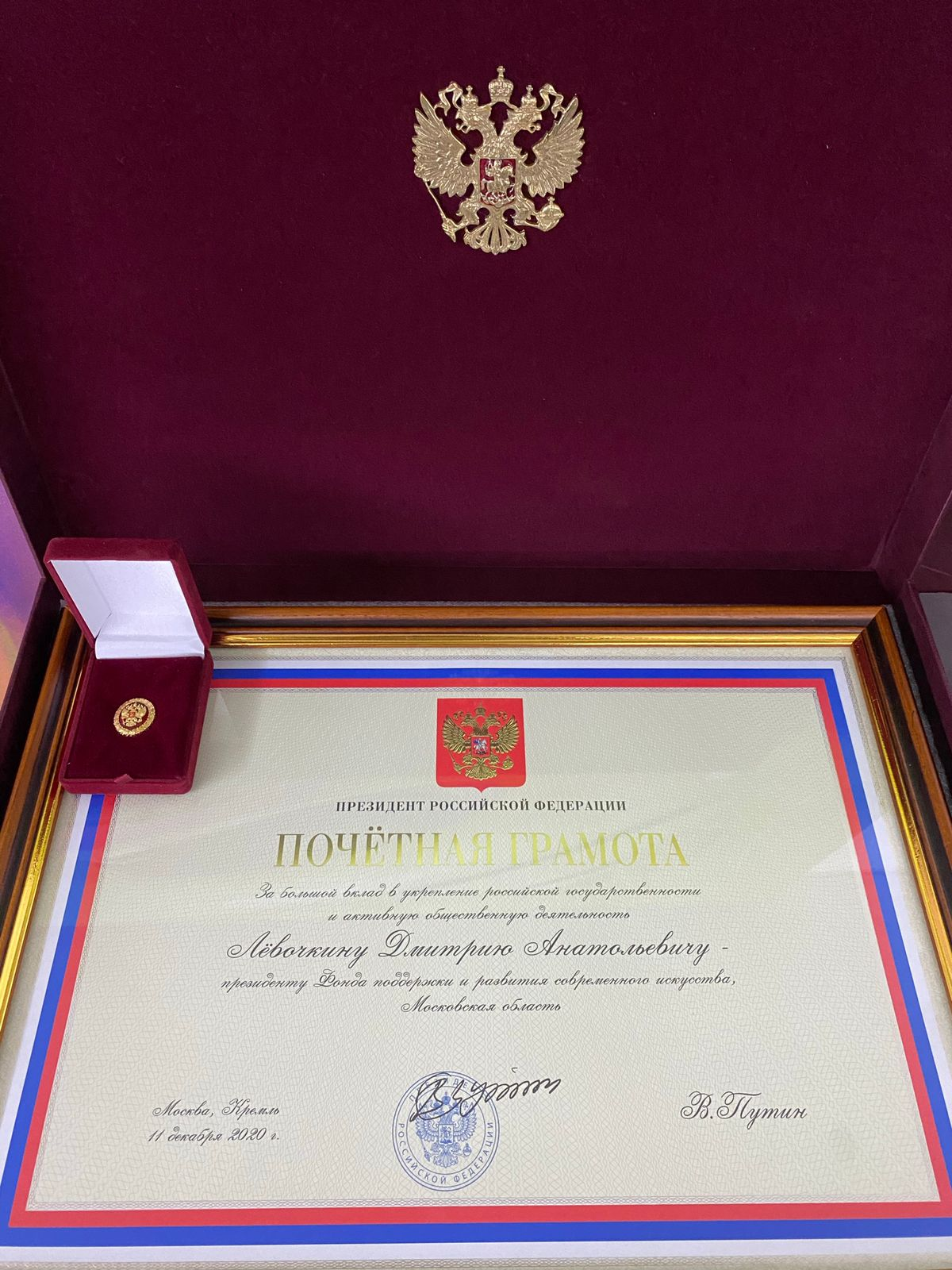
Diploma con distintivo assegnati al collezionista d'arte russo Dmitry Lyovochkin

Insieme al diploma d'onore, viene rilasciato dal Presidente un distintivo d'onore.

### Descrizione
Lo stemma del distintivo è in argento con doratura, dal diametro di 20mm, ed è composto da una corona d'alloro dorata.
Sul lato anteriore, il campo della corona è ricoperto di smalto rubino, al centro c'è un'immagine sovrapposta dell'emblema di stato della Federazione Russa.
Sul retro è presente un dispositivo per il fissaggio ai vestiti e il numero di identificazione dell'onorificenza.

## Vantaggi e incentivi
Secondo il Decreto del Presidente della Federazione Russa del 25 luglio 2006 n. 765 "Su un incentivo una tantum per le persone nella funzione pubblica federale", il Presidente incoraggia concede un incentivo una tantum. L'incentivo viene pagato per un importo di due stipendi mensili (per i pubblici ministeri - per un importo di due stipendi ufficiali e per un importo doppio del pagamento aggiuntivo per il grado di classe).